# Познанский, Василий
Василий Познанский (также Познанской; 1655 или 1656 — не ранее 1712) — российский художник конца XVII — начала XVIII века, один из мастеров Оружейной палаты.

## Биография
Василий Познанский был взят в Оружейную палату в 7176 (1667—1668) году в возрасте двенадцати лет и совершенствовал своё мастерство под руководством Ивана Безмина. К 1678 году вошёл в список жалованных живописцев. В этот же период у Познанского появились ученики: «иноземец» Гаврило Волков с братом, Назар Попов, Фёдор Иванов и Фёдор Нянин.
Источники свидетельствуют, что на рубеже 1670-х — 1680-х годов Познанский был очень востребованным художником. 3 (13) октября 1678 года он вместе с Карпом Ивановым начал писать в новых деревянных хоромах на Потешном дворе «разные притчи, по полотну, на подволоках и стенах», а 28 октября (7 ноября) 1678 года писал копию с распятия, взятого из Троице-Сергиева монастыря. 21 (31) марта 1679 года мастеру было поручено расписать затворы и решётки в окнах и дверях церкви великомученицы Екатерины, что в Верху; 4 (14) апреля 1679 — написать «в нашивных тафтах Господни Страсти, да восемь столпов ко гробу Господню, на Голгофу»; 10 (20) апреля 1679 — «Страсти Христовы» на две плащаницы; 17 (27) апреля 1679 — плащаницу по атласу, в церковь св. Евдокии, что в Верху; 9 (19) сентября 1679 — по белому атласу образ Спаса Нерукотворного к государю в хоромы. В том же году Познанский вместе с коллегами работал над иконами для соборной церкви Покрова Богородицы в селе Измайлове. В 1682 году художник выполнил большую серию «тафтяных» икон для Крестовоздвиженской церкви Московского Кремля. В 1683 году заболел тяжёлым психическим недугом и был помещён «под начало» в Заиконоспасский монастырь, где находился в течение двенадцати лет.
В 1695 году Познанский вернулся к творческой деятельности. Известно, что в следующем году он расписывал «хоромным живописным письмом» царские палаты в Москве, а затем получил приказ «быть на службе Великого Государя в Воронеже, для прописки кораблей». После этого Познанский, по-видимому, снова заболел: исследователи отмечают, что «до 1707 г. о нём ничего не было слышно». Сведения о последующей деятельности живописца таковы: в январе 1707 года Познанский был «у прописки Иордани» и «у раскраски знамён», в сентябре-октябре 1708 года «работал в церкви Всемилостивейшего Спаса, что у Великого Государя в Верху», а в 1710 году — в Лефортовском дворце. Последнее упоминание о художнике относится к 1712 году.

## Сохранившиеся работы
Богдан Салтанов, Иван Безмин и Василий Познанский «являются „крайней левой“ в истории русской иконописи ушаковской эпохи, — теми якобинцами, в искусстве которых исчезают последние следы и без того уже довольно призрачной традиции».

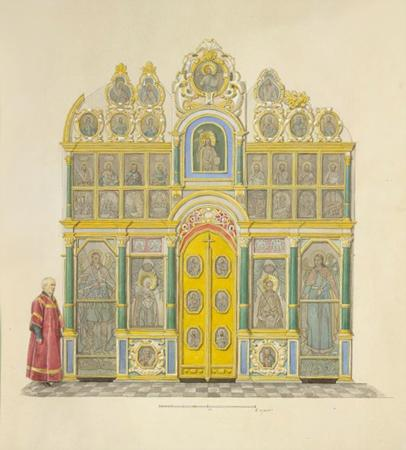
Иконостас Крестовоздвиженской церкви (общий вид).

- Иконы, созданные для Крестовоздвиженской церкви Московского Кремля (1682)[комм. 2]:
  - «Спаситель в терновом венце»
  - «Григорий Богослов и Николай Чудотворец»
  - «Богоматерь „Умягчение злых сердец“»
  - «Василий Великий и Иоанн Златоуст»
  - «Иисус Христос перед Анной»
  - «Иисус Христос перед народом»
  - «Бичевание Христа»
  - «Несение креста»
  - «Тайная вечеря»
  - «Моление о чаше»
  - «Лобзание Иуды»
  - «Иисус Христос перед Пилатом»
  - «Господь Вседержитель»
  - «Апостол Павел»
  - «Апостол Иаков»
  - «Апостол Иуда»
  - «Апостол Фома»
  - «Апостол Пётр»
  - «Апостол Иоанн»
  - «Апостол Варфоломей»
  - «Апостол Симон»
  - «Спаситель»
  - «Мученик Фёдор»
  - «Мученик Никита»
  - «Мученик Евстратий»
  - «Мученик Леонтий»
  - «Мученик Димитрий»
  - «Мученик Георгий»
  - «Пророк Исайя»
  - «Пророк Илия»
  - «Пророк Елисей»
  - «Спас Эммануил»
  - «Богоматерь „Благодатное Небо“»
  - «Снятие с креста»
  - «Воскресение Христово»
  - «Вознесение Христово»
  - «Богоматерь „Величит душа моя Господа“»

## Галерея

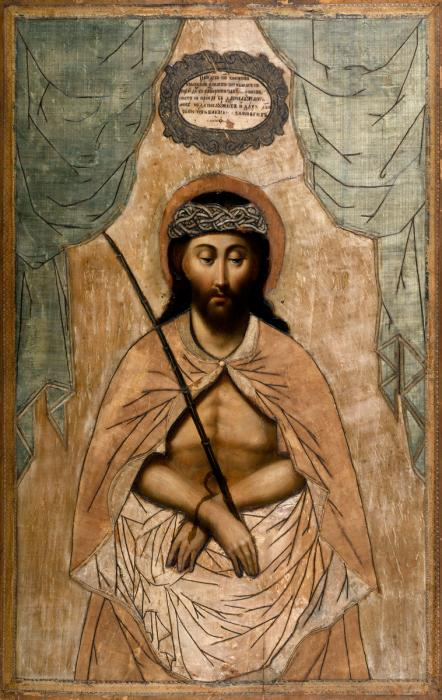
«Спаситель в терновом венце»
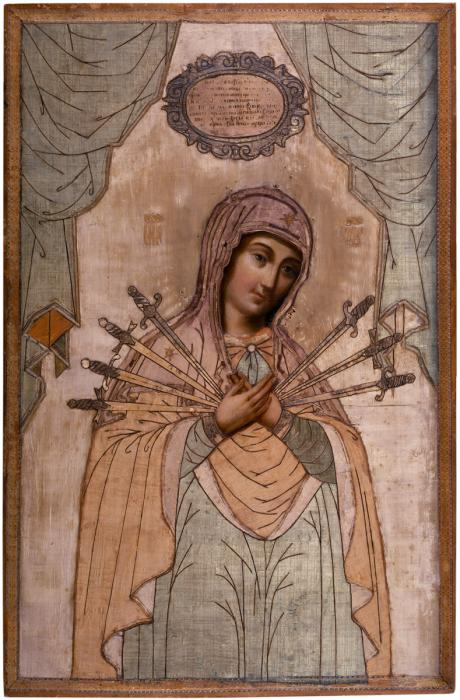
«Богоматерь „Умягчение злых сердец“»
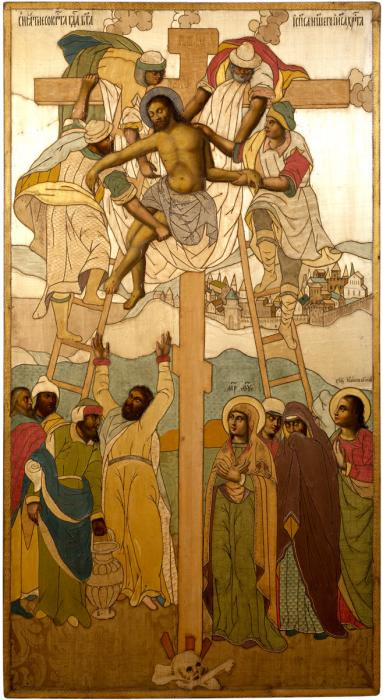
«Снятие с креста»

### Комментарии
1. ↑  Иорданью именовался не только участок реки, где производилось освящение воды, но и так называемая иорданная (иорданская) сень, которая возводилась над этим местом. По описанию И. Е. Забелина, она поддерживалась четырьмя колоннами с карнизом, «расписанным красками, серебром и золотом», и украшалась «шёлковыми и жестяными раскрашенными цветами, зелёными листьями и даже птицами, вырезанными из медных листов и раскрашенными также красками»[4].
2. ↑  Написаны при участии учеников и других художников (в частности, Богдана Салтанова).